# Zofiborski Cmentarz Parafialny
Zofiborski Cmentarz Parafialny – cmentarz administrowany przez Parafię św. Zofii w Zofiborze, położony w sąsiedztwie tej miejscowości.

## Położenie i ukształtowanie i rozmiary
Założony został na hektarowej działce obecnie należącej do geodezyjnej jednostki ewidencyjnej Kolonia Domaszewska, na południowym zboczu doliny Bystrzycy, przy samej granicy z miejscowością kościelną, w rozwidleniu dwóch dróg powiatowych: północy przez Kolonię Domaszewska (asfaltowa) i dalej do Stanisławowa oraz drogi na zachód przez Zofibór (asfaltowa). Położony jest 0,6 km w stronę wschodnią od kościoła parafialnego. Pod względem rzeźby terenu cmentarz leży w górnej części zbocza doliny Bystrzycy, opadającego w kierunku północno-północno-wschodnim. W starszej części cmentarza środkowa aleja biegnie od bramy na południo-zachód, ma 125 m przy różnicy wysokości blisko 5 m, po czym na granicy hektarowej działki skręca na południe. Nowsza część cmentarza – ponadhektarowa i dalsza od parkingu – znajduje się na prawie poziomej wierzchowinie. 

## Historia
Aktem erekcyjnym z 17 XI 1914 r. wokół istniejącego podominikańskiego kościoła została utworzona parafia Zofibór – dla mieszkańców Zofiboru, Wólki Domaszewskiej, Domaszewnicy (obecnie też teren Kolonii Domaszewnicy), Kolonii Domaszewskiej, Domaszek, Stanisławowa i innych pobliskich kolonii, a także Świderek i Szczygłów Górnych. Wydarzenie poprzedziły 15-letnie starania mieszkańców okolicznych miejscowości wiejskich. Jeden z warunków powołania nowej wspólnoty parafialnej został spełniony, gdy zarządca dóbr Domaszewnica Mieczysław Czyżewicz aktem notarialnym z 18 I 1914 r. przekazał morgę i 290 prętów [tj. 1 ha] gruntu na założenie cmentarza grzebalnego Od grudnia 1914 r. istnieją księgi metrykalne. Jeszcze w latach 80. cała nekropolia mieściła się na działce o powierzchni 1 ha. Później cmentarz powiększono od południa. Jego nowsza, dopiero zabudowywana część ma powierzchnię 1,35 ha. W 2017 r. liczba nagrobków na hektarowej działce podzielonej na 6 kwater zbliżyła się do 1000. W marcu 2012 r. w nowej części był już ołtarz polowy oraz ok. 30 grobów-nagrobków.

## Groby bohaterów i męczenników II wojny światowej oraz okresu powojennego
Na cmentarzu znajdują się groby i symboliczne mogiły żołnierzy Wojska Polskiego poległych w wojnie obronnej Polski 1939 r., uczestników powstania warszawskiego, miejscowych partyzantów i osób cywilnych zamęczonych w obozach koncentracyjnych. Wśród nich – rodzina Biernawskich – właścicieli majątku Wólka Domaszewska i Przytulin.